# Brücke des 17. Juni

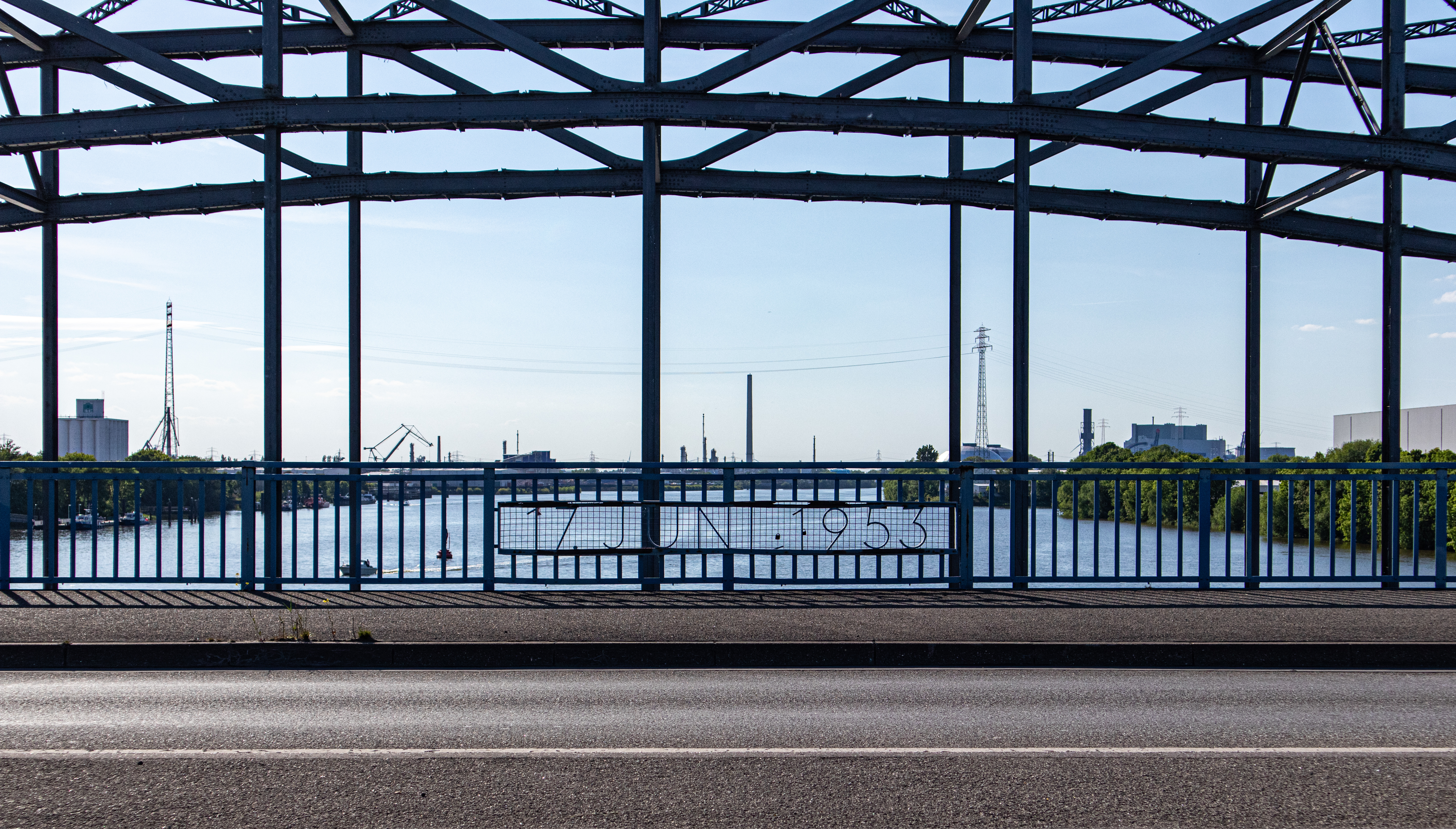
Inschrift mit Namen der Brücke vor der Alten Harburger Elbbrücke

Die Brücke des 17. Juni zwischen Hamburg-Harburg und Hamburg-Wilhelmsburg ist eine Straßenbrücke, mit der die Hannoversche Straße die Süderelbe parallel zur Europabrücke und der mittlerweile für den Straßenverkehr gesperrten Alten Harburger Elbbrücke quert.
Die Ende 1937 eröffnete Brücke mit einer Länge von 472 Metern besteht aus Stahl. Die 17 Meter breite Brücke weist einen genieteten Aufbau mit einem doppelstegigen Vollwandträger und sechsstegigen Plattenbalken auf. Die Brücke wurde ursprünglich „Neue Harburger Elbbrücke“ genannt und erhielt ihren derzeitigen Namen im Jahr 1964 nach dem Aufstand vom 17. Juni 1953.